# Вилла Контарини
Вилла Контарини или Вилла Камерини (итал. Villa Contarini) — вилла (загородное имение) в коммуне Пьяццола-суль-Брента (Piazzola sul Brenta) на реке Брента в провинции Падуя на севере Италии. Первый проект виллы приписывается выдающемуся венецианскому архитектору Андреа Палладио.

## История

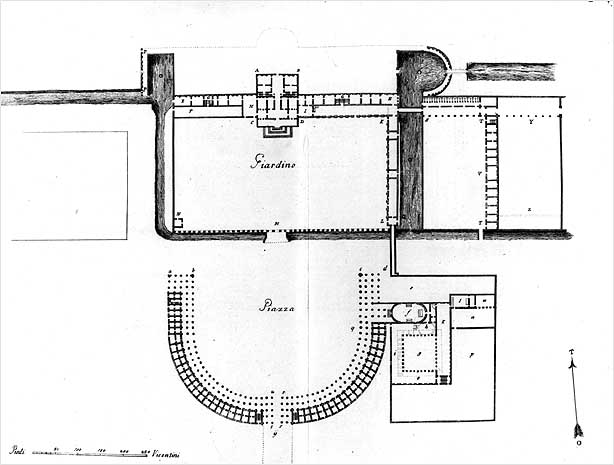
План виллы Контарини. Чертёж Ф. Муттони. 1760

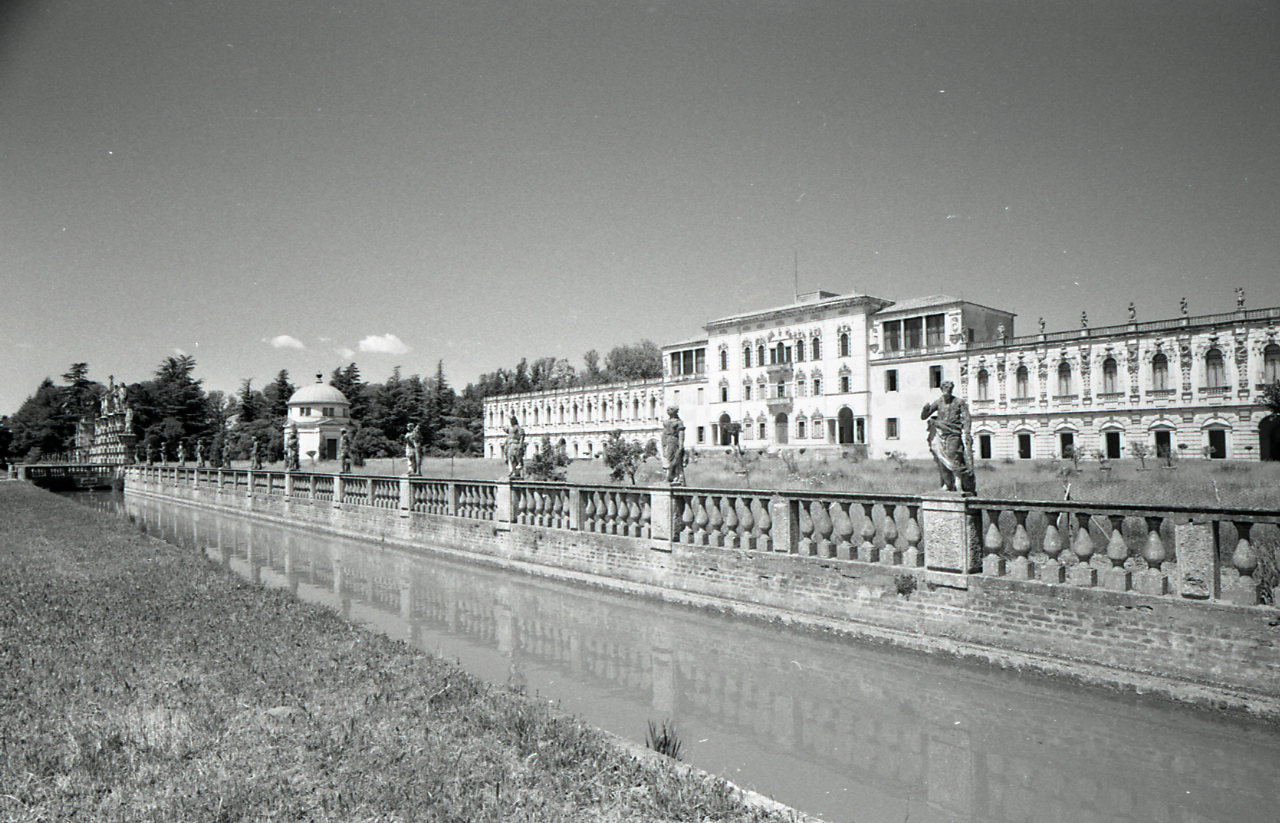
Вид виллы с Пьяццола-суль-Брента. Фотография П. Монти. 1967

В 1546 году братья Паоло и Франческо Контарини заказали загородный дом, который был, вероятно, спроектирован Андреа Палладио, хотя документальное подтверждение этого факта отсутствует, есть лишь отдельные свидетельства о работе Палладио над предварительными эскизами. Выстроенный центральный корпус позднее, в конце XVII века, по заказу Марко Контарини, прокурора Сан-Марко, был превращён в более обширную постройку, что придало комплексу его нынешний вид в стиле барокко. Строительством руководили архитекторы Винченцо Скамоцци или Бальдассаре Лонгена. Фактически, именно амбициозный Марко Контарини расширил типично сельскую усадьбу, сделав её похожей на столичный дворец и превратив его в необыкновенную театральную площадку, роскошное место для представлений и развлечений. Таким образом, было создано центральное ядро нынешней виллы, включающее стоявший на этом месте древний замок, о чём ныне свидетельствуют остатки территории и карта 1608 года, на которой показаны три рва с оборонительными сооружениями.
В 1676 году было расширено правое крыло постройки и преобразовано с помощью рустованных пилястров и скульптурных теламонов. Была усилена декоративная отделка балконов и окон центрального корпуса. Однако проект расширения и украшения виллы остался незавершенным, возможно, из-за нехватки средств.
После длительного периода упадка в 1852 году вилла была приобретена членами богатой семьи Камерини ди Кастель Болоньезе (отсюда второе название виллы), которые позаботились о реставрационных работах, вернув усадьбе былую славу и достроив её в соответствии с новыми вкусами XIX века. Был также создан обширный «английский» пейзажный парк площадью более сорока гектаров, с рыболовным хозяйством, озёрами и обсаженными деревьями аллеями. Благодаря графу Паоло Камерини на вилле появилась богатая библиотека. За многие заслуги в 1925 году графу был пожалован титул герцога.
Вилла последовательно принадлежала семьям Джованели и Коррер. В результате многочисленных переделок и реконструкций сложно назвать дату окончания строительства. Получившееся в итоге огромное здание стало самой большой виллой в области Венето, а как утверждают некоторые источники, — и в Европе. Вторая половина XVIII века была вершиной расцвета великолепия виллы, но позднее она превратилась из парадного здания в заброшенное поместье.
После Второй мировой войны и следующего периода запустения в 1970 году благодаря реставрации, которую продвигал и поддерживал Джордано Эмилио Гирарди, и под защитой Управления венецианских вилл (ныне Регионального института) вилла была открыта для публики. С 1986 года вилла является домом Фонда Гирарди и проводит различные культурные мероприятия.
В 2005 году весь комплекс был приобретён администрацией региона Венето. Наряду с обычной деятельностью, направленной на ознакомление публики с архитектурой и парком, проводятся специальные экскурсии и образовательные мероприятия. Помимо музея, на вилле осуществляются временные художественные выставки регионального и национального значения.

## Архитектура
Основное строение состоит из центрального корпуса и двух больших симметричных крыльев, украшенных балюстрадами. Правое (при взгляде с площади) крыло дополнительно украшено полуфигурами теламонов, вырезанными из мягкого камня, расположенными над каждой из балюстрад. Авторство скульптур, в том числе и тех, что расположены на ограде, приписывается Антонио Тарсиа, одному из венецианских скульпторов начала XVIII века (ставшему гораздо более, чем в Италии, известным в России — благодаря появлению его скульптур в Санкт-Петербурге (Летний сад, Эрмитаж), Царском Селе (Екатерининский парк) и Петергофе).
Вилла состоит из множества комнат, которые расходятся от центрального корпуса. Общая площадь 6000 м² и включает в себя 144 наименования. На первом этаже находится «Галерея раковин» (Galleria delle conchiglie), потолок и стены галереи украшены настоящими ракушками. Два параллельных крыла виллы разделены на анфилады комнат, украшенных фресками на библейские и мифологические сюжеты, сцены охоты и сельские пейзажи.
В центральной части здания расположен оригинальный Аудиторий, который вместе с «Музыкальным залом» (Sala della musica) верхнего этажа, также называемым «перевёрнутой гитарной комнатой» (della chitarra rovesciata), является настоящим звуковым театром с уникальными в мире акустическими характеристиками. Музыкальный зал имеет круглое отверстие в полу, соответствующее центру свода зрительного зала внизу. Таким образом, музыка, исполняемая музыкантами, размещёнными на верхних балконах, усиливалась благодаря деревянному подвесному потолку, построенному как звуковой ящик огромной гитары, а затем через отверстие распространялась в зрительный зал.
Аудиториум был в своё время широко известен, и сам Антонио Вивальди давал в нём концерты. Ныне зал используется для концертов и записи классической музыки.
Напротив главного корпуса расположено полукруглое здание с большими колонными портиками, садом, оградой, двумя каналами и площадью. Оно завершает архитектурный ансамбль виллы. В саду перед виллой находится семейная капелла — одно из самых известных произведений архитектора Томмазо Теманца. В капелле можно видеть надгробие Сильвестро Камерини работы Джованни Дюпре.
Вилла Контарини была избрана в качестве места действия для фильма «Скажи мне, что всё для меня сделаешь» (1976, с Джонни Дорелли и Памелой Виллорези, по мотивам сюжета Пьеро Кьяры).

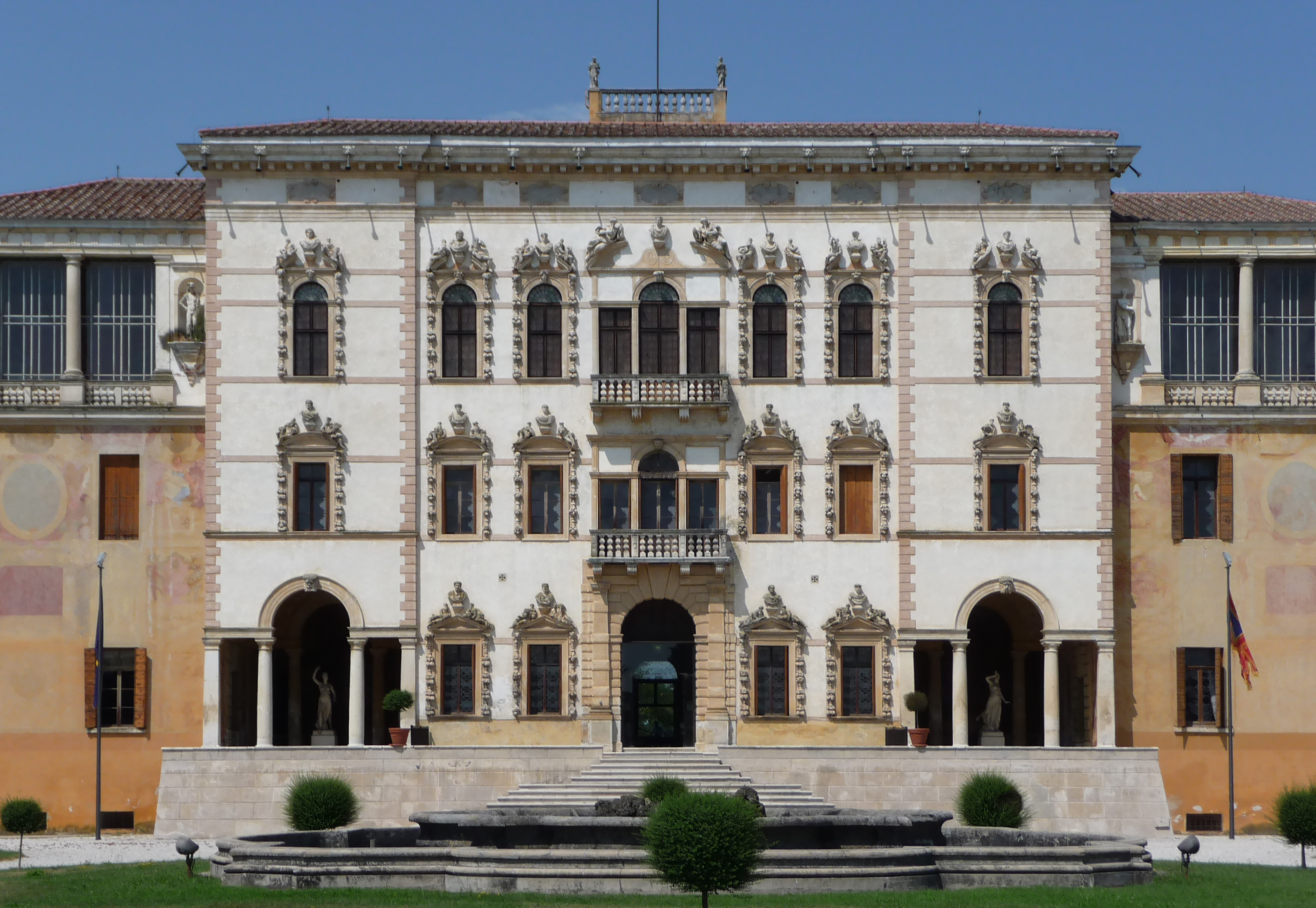
Главный корпус виллы
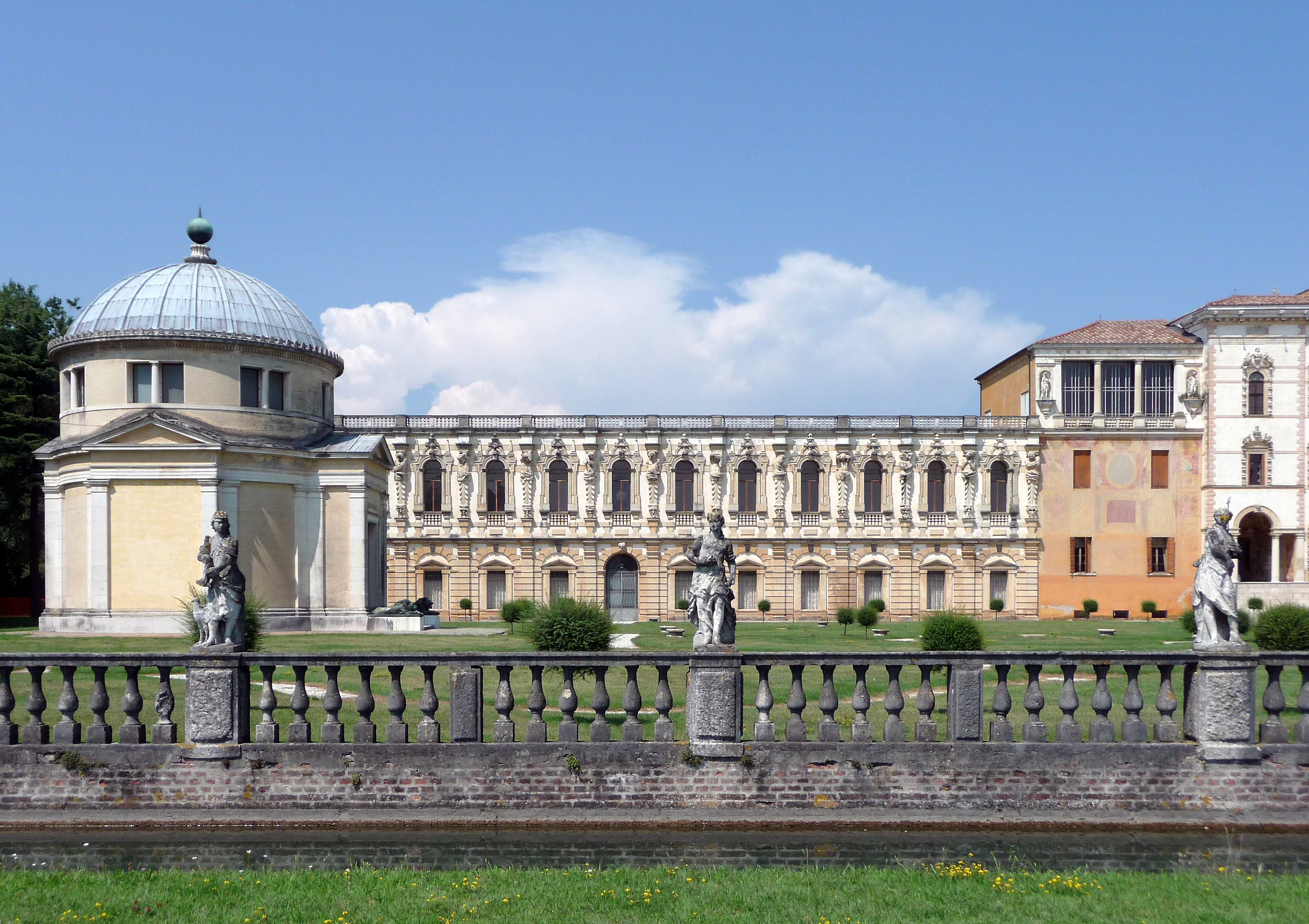
Левое крыло виллы. На переднем плане капелла
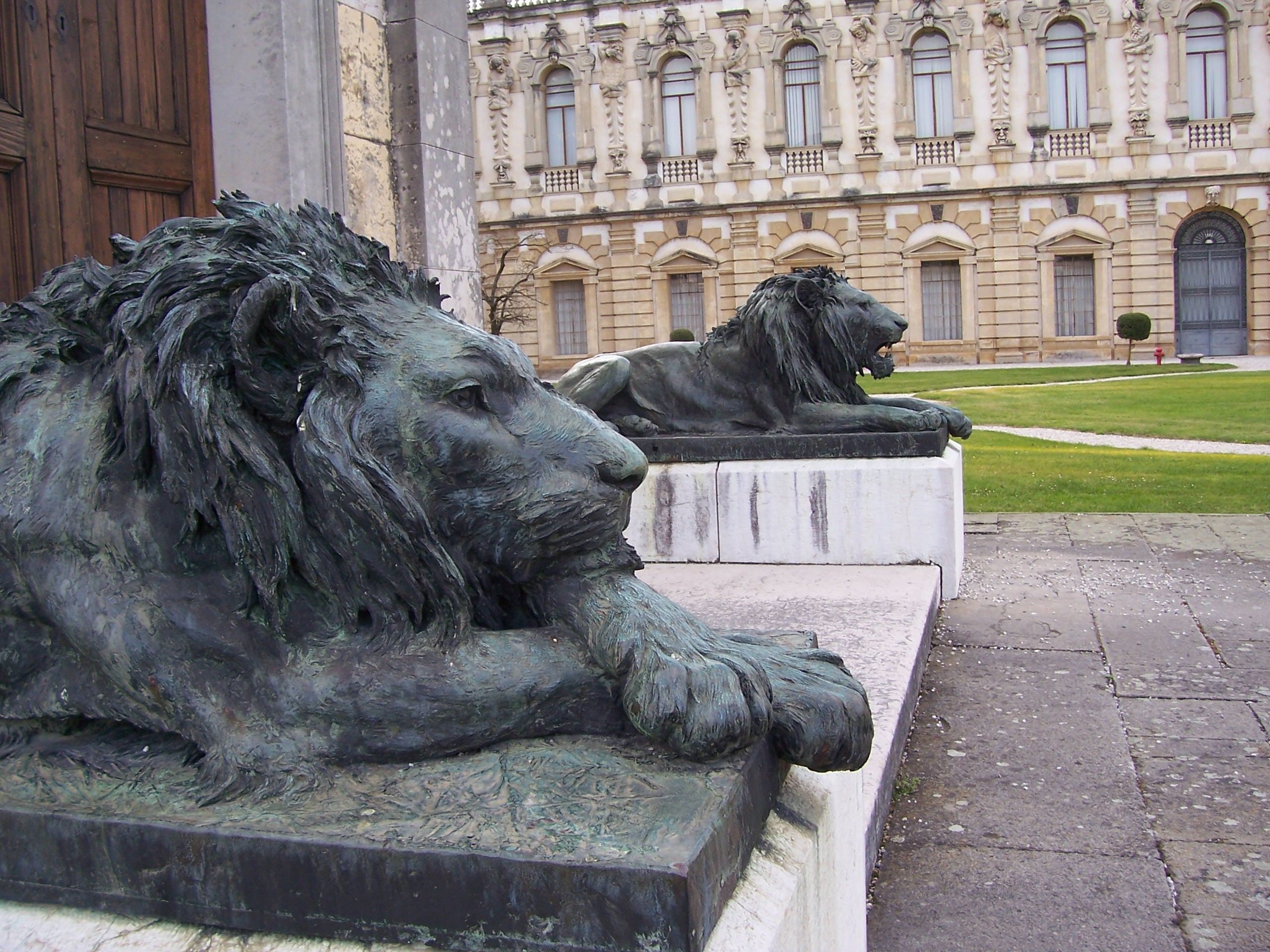
Львы у капеллы на фоне левого крыла виллы
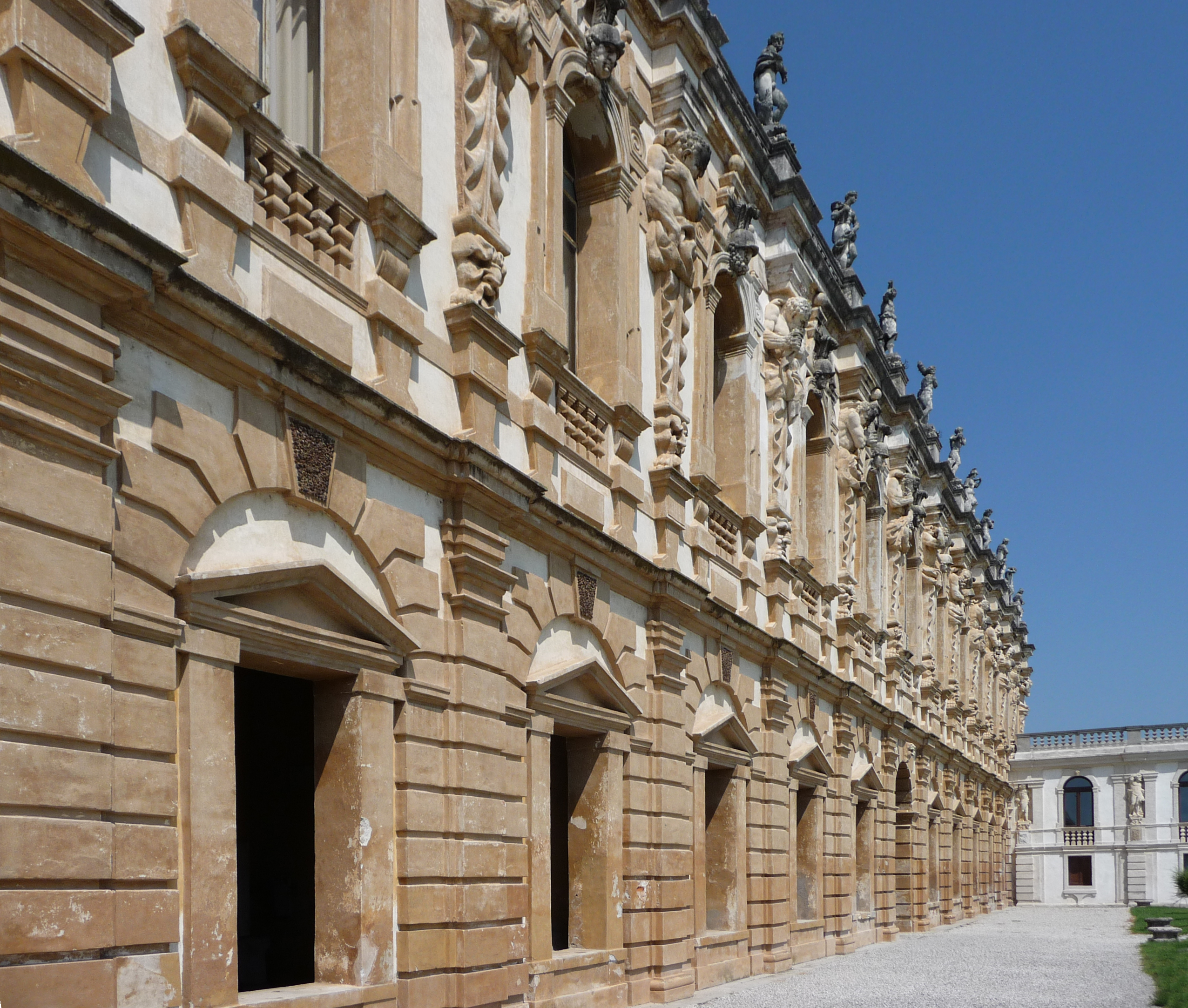
Правое  крыло
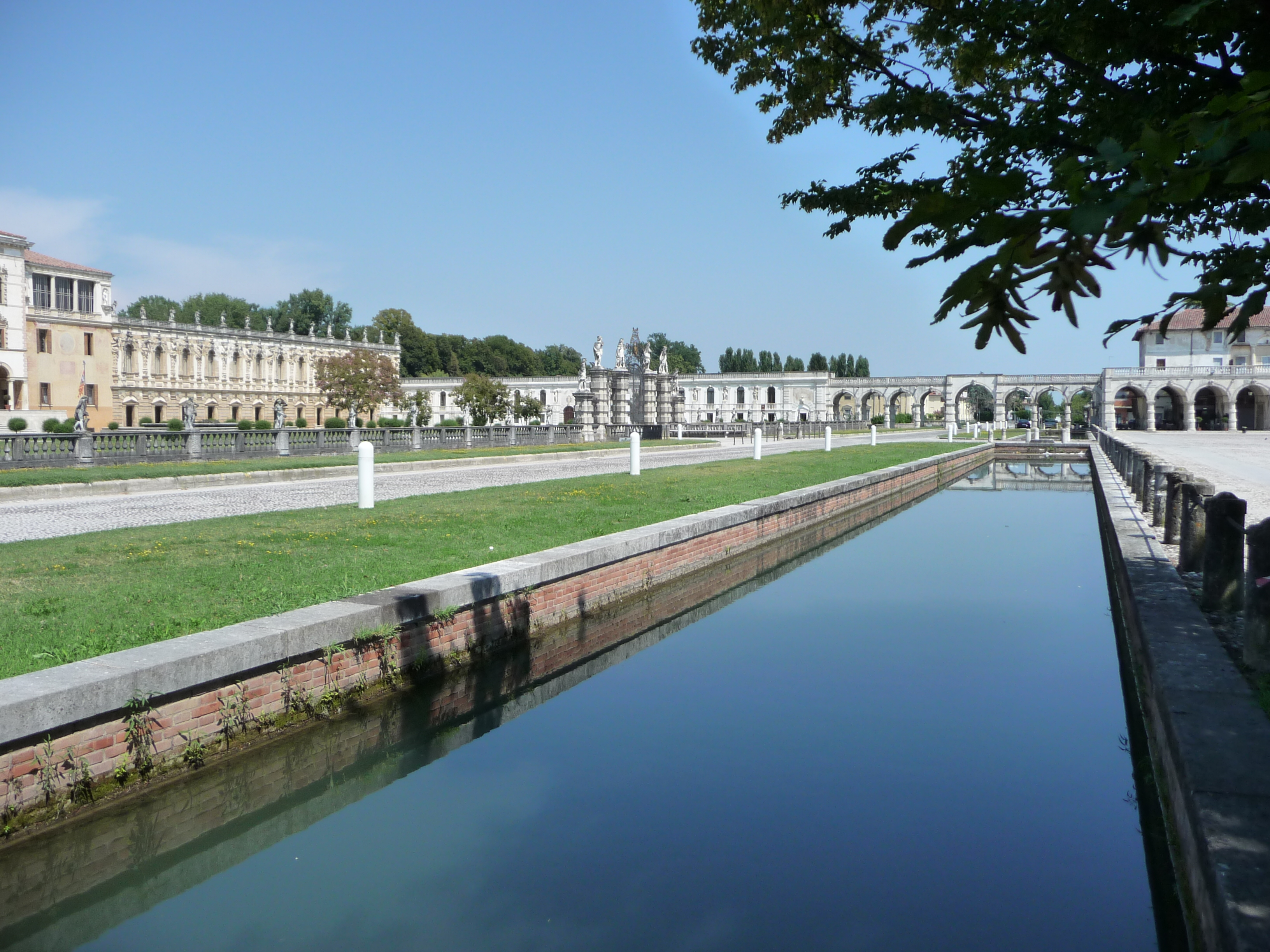
Канал
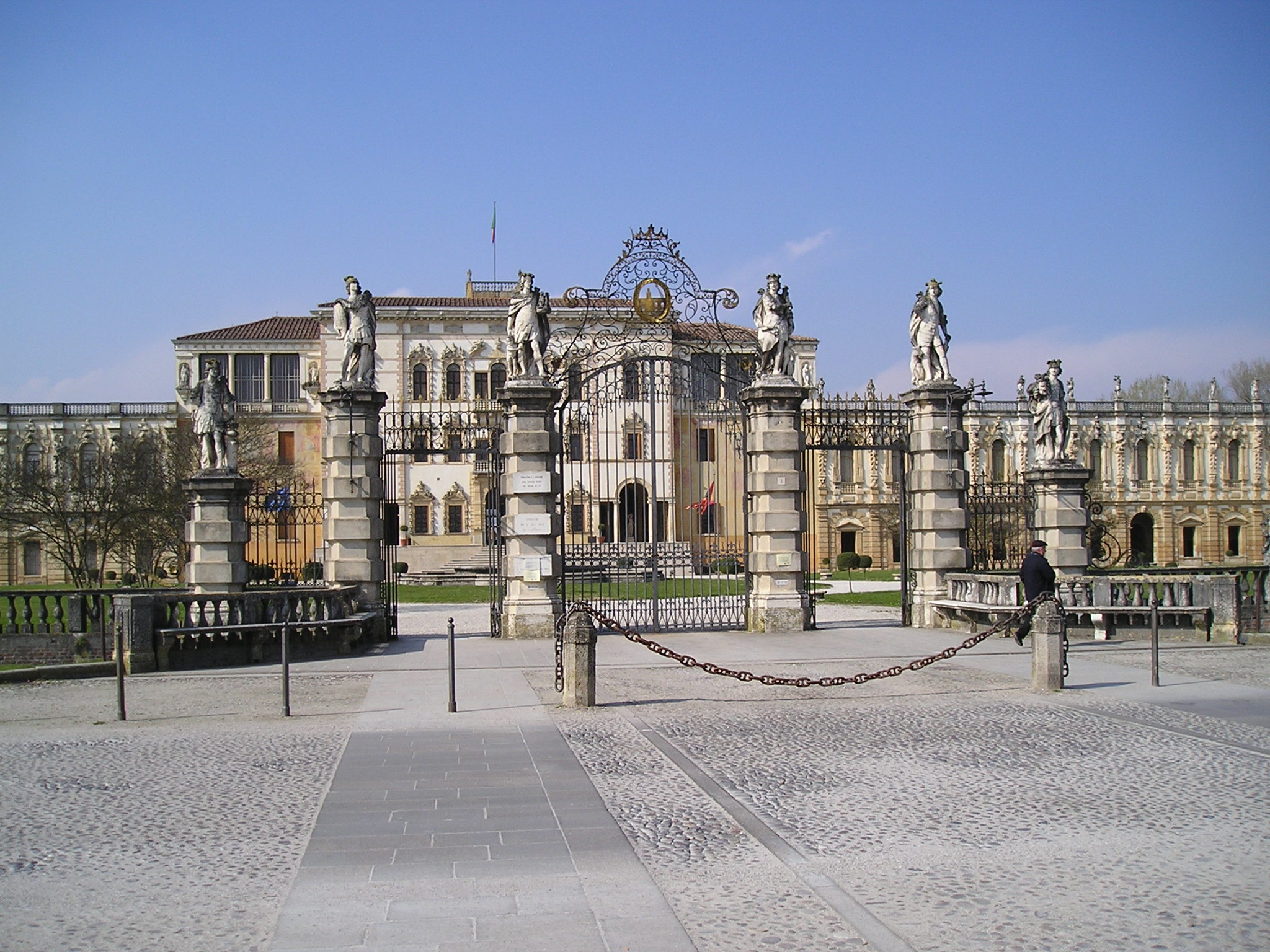
Главные ворота
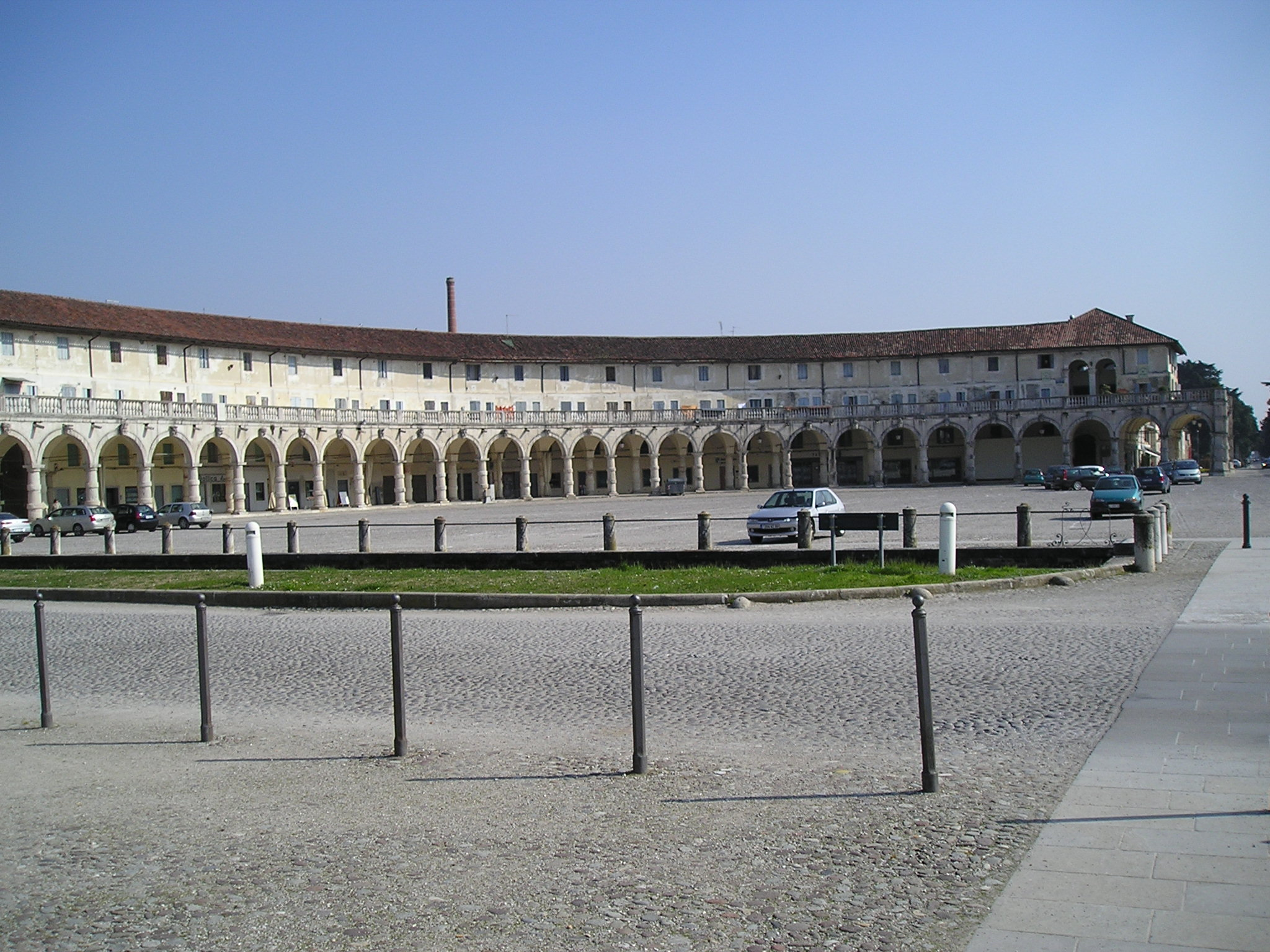
Уцелевшее правое крыло «аркадного здания»
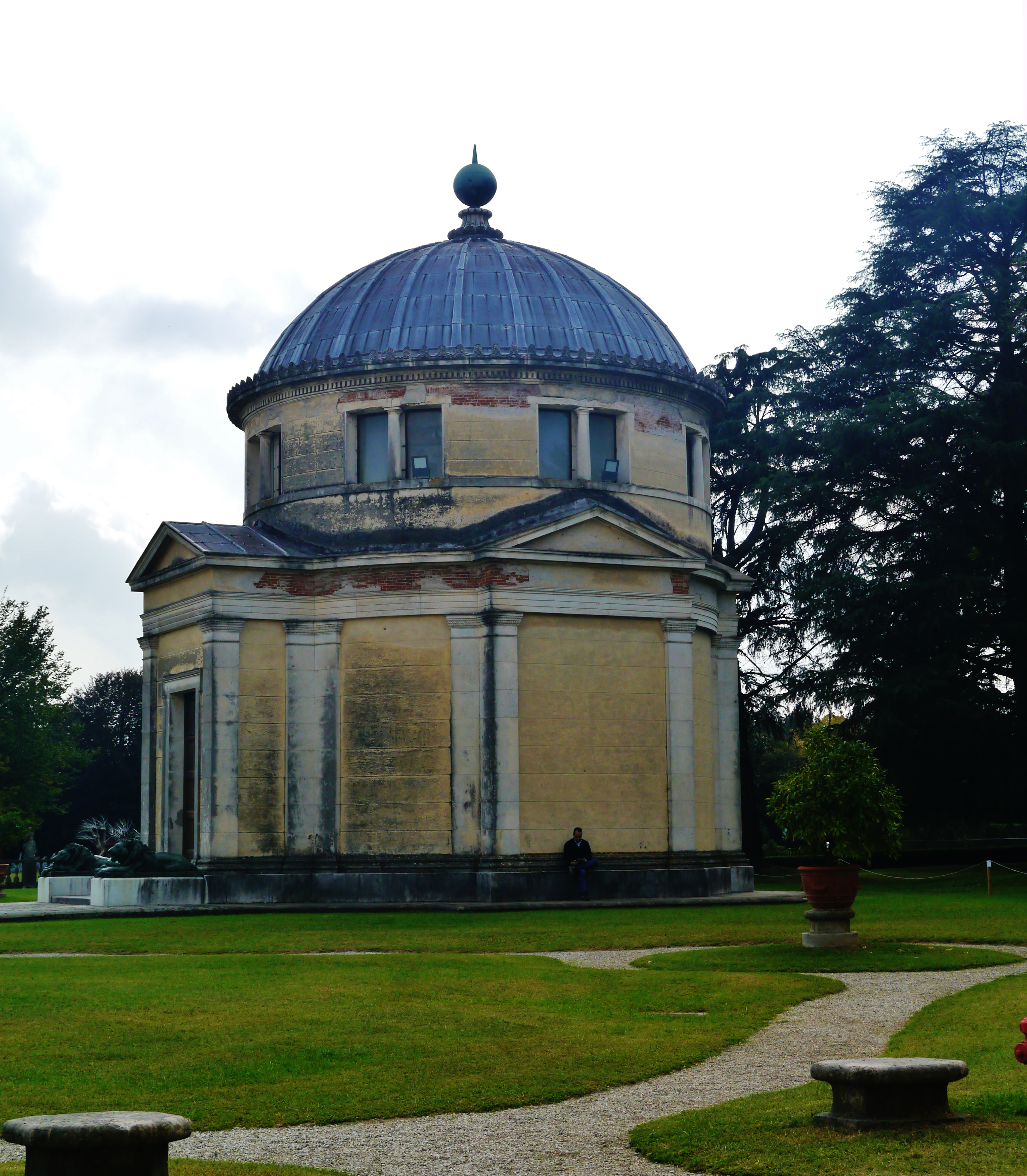
Капелла Т. Теманца
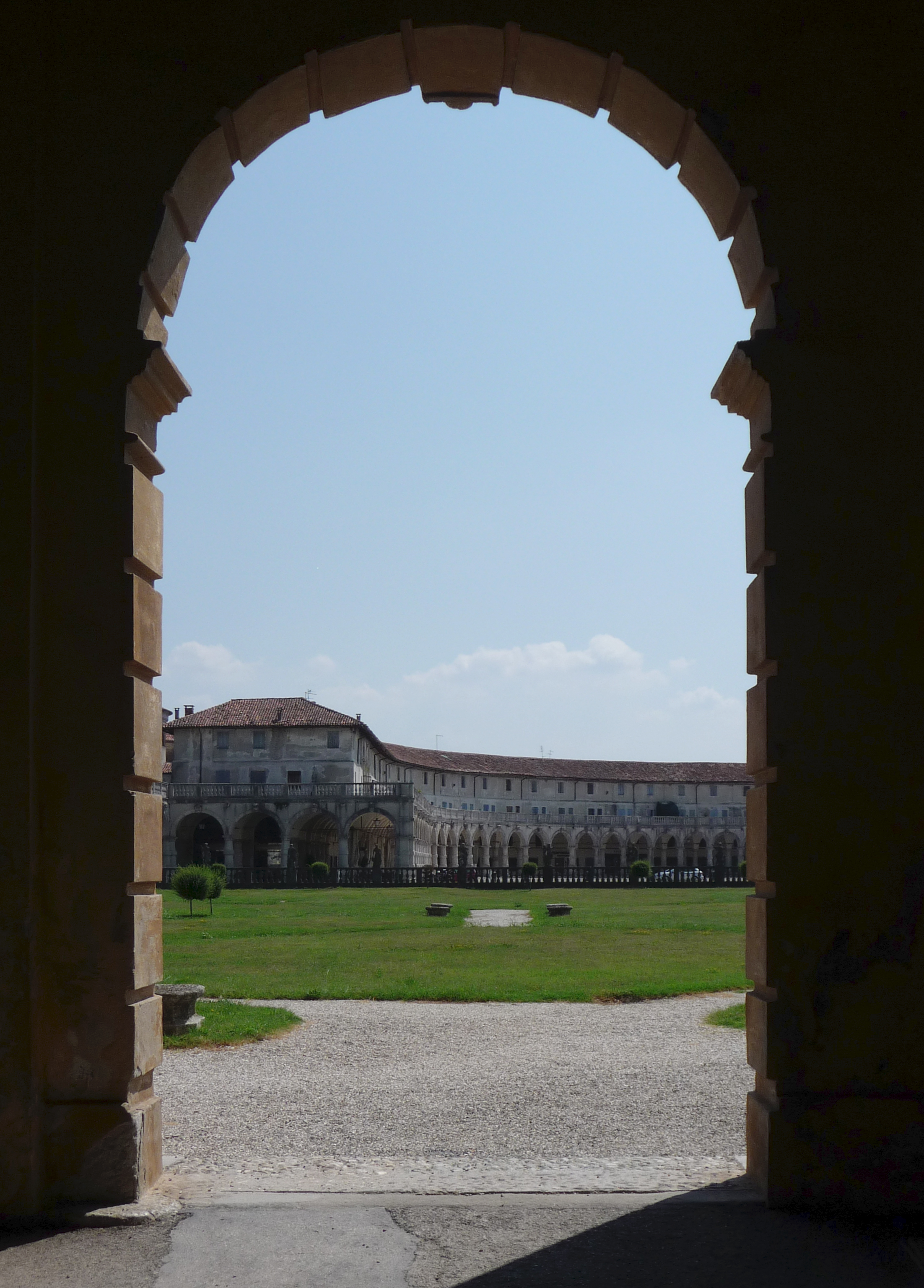
Арка с видом на сад и площадь

## Интерьеры виллы

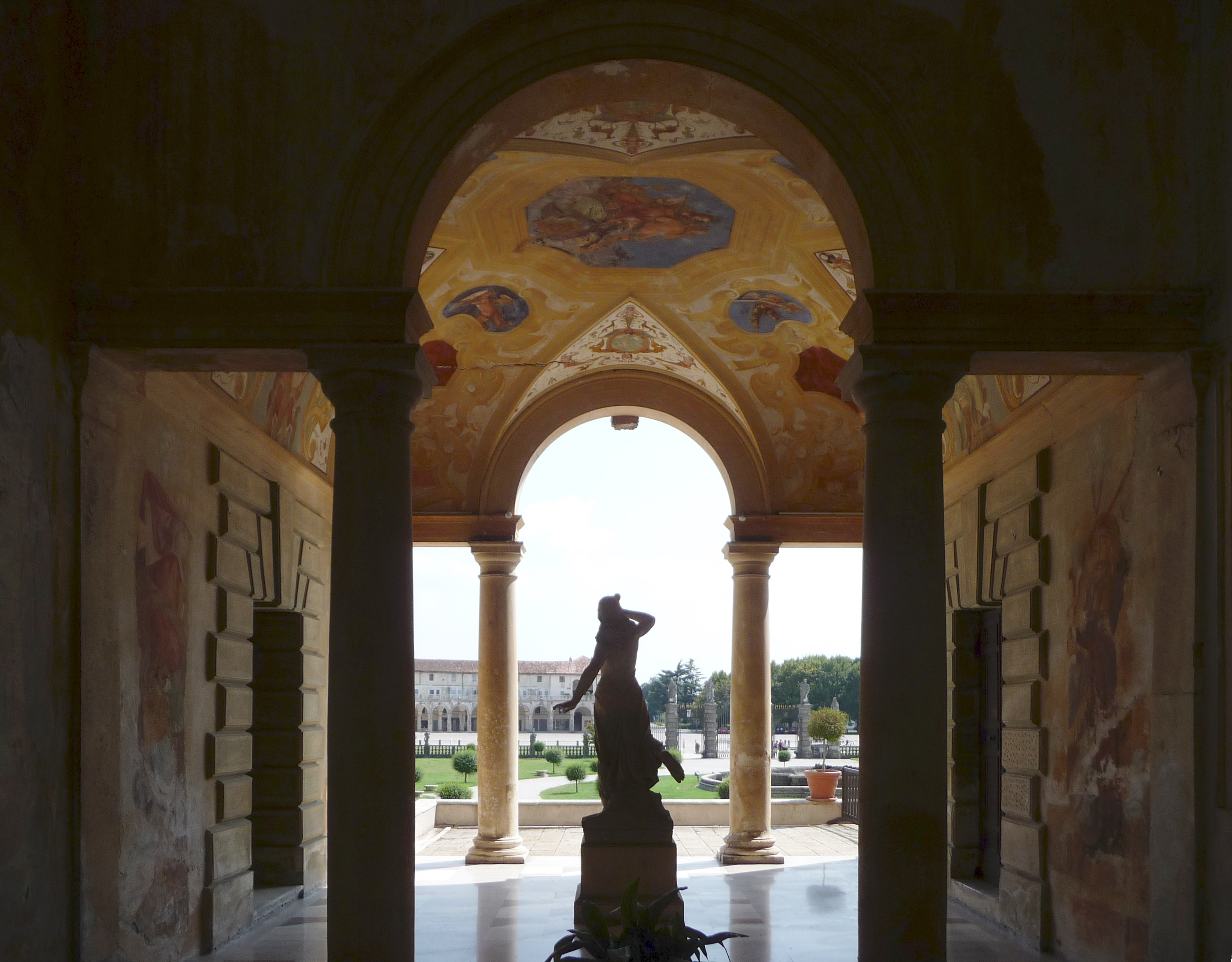
Одна из двух проходных лоджий. Вид на парк, ворота и «аркадное здание»
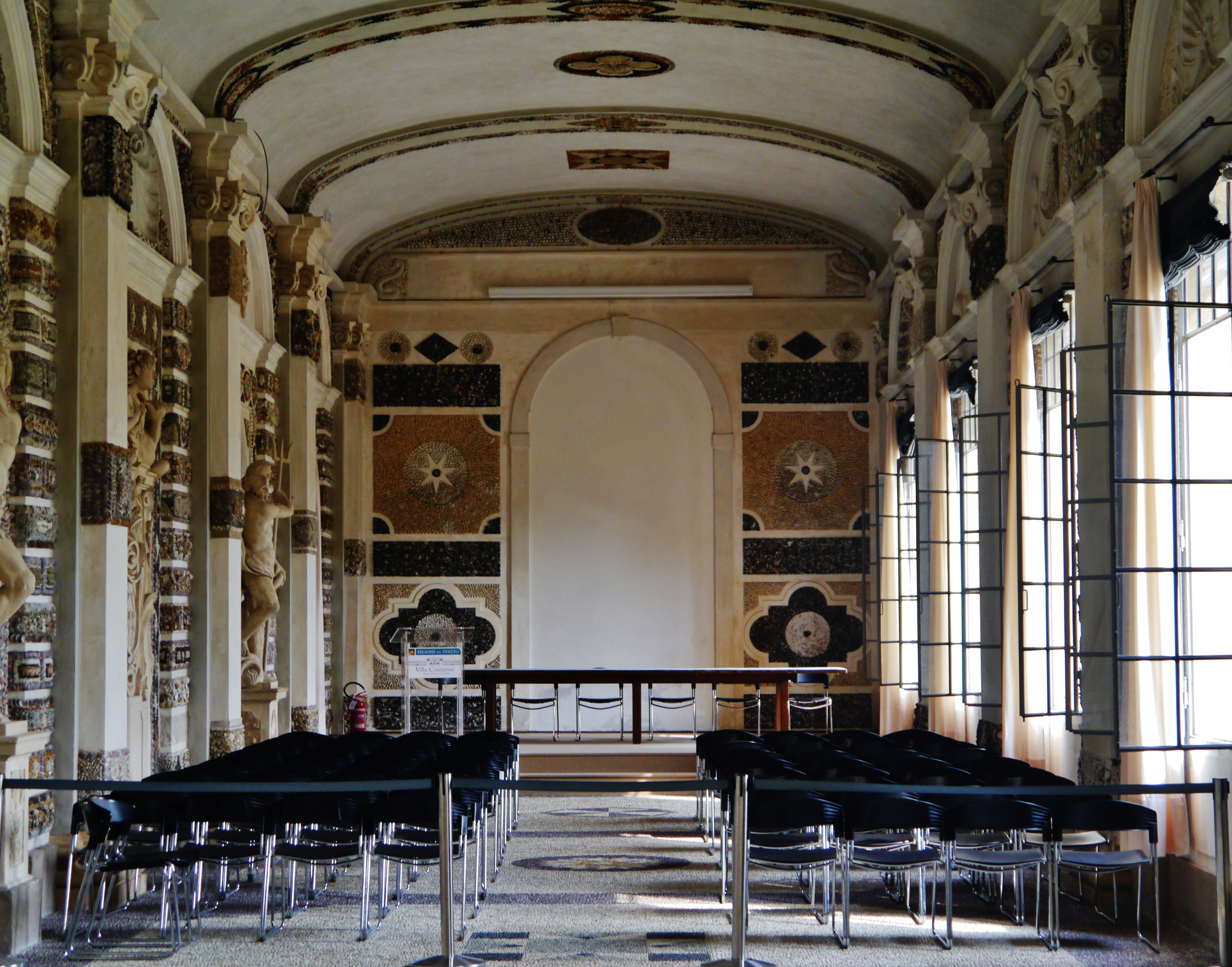
”Галерея раковин”
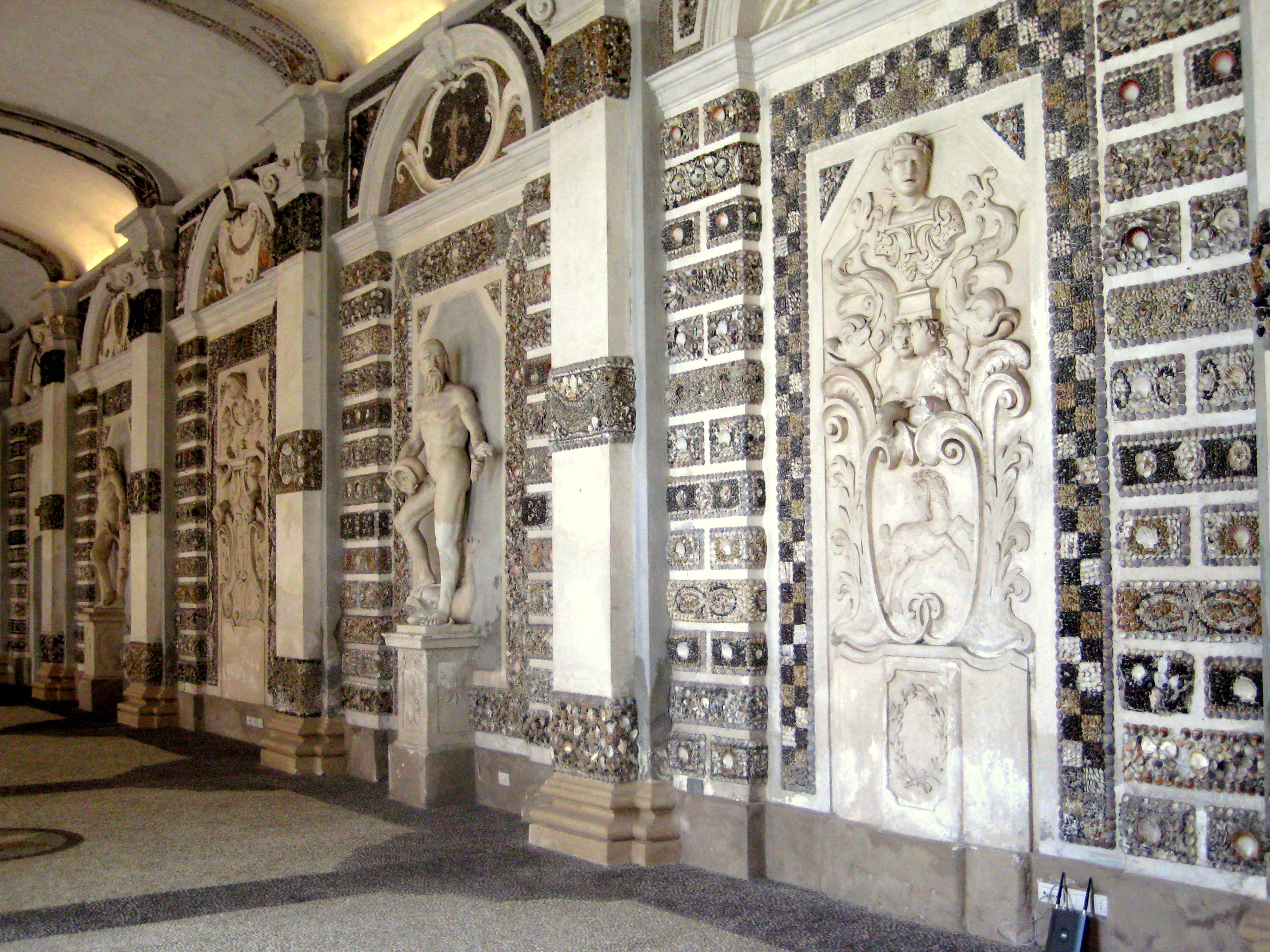
«Галерея раковин»
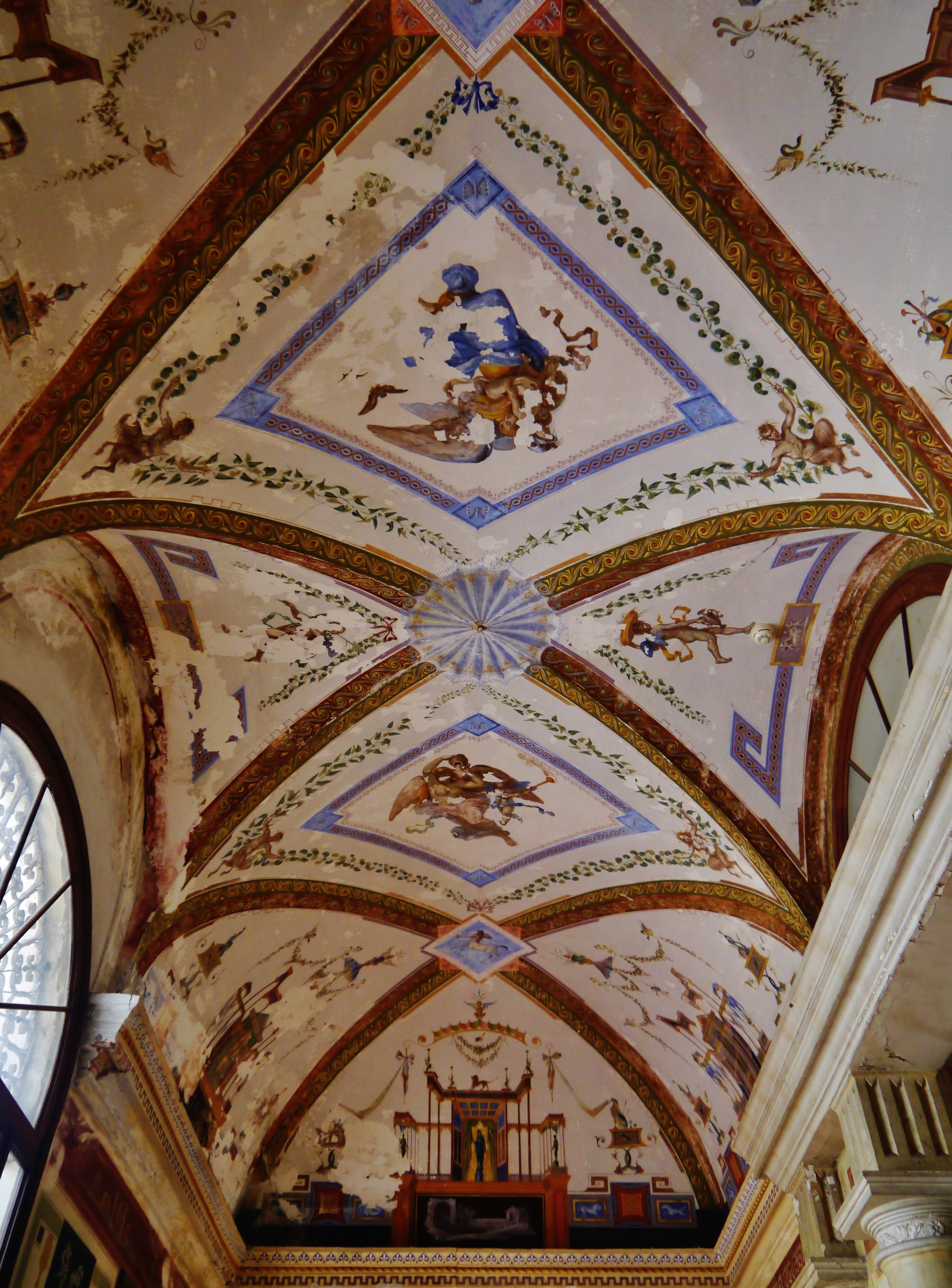
Роспись свода Помпейского зала
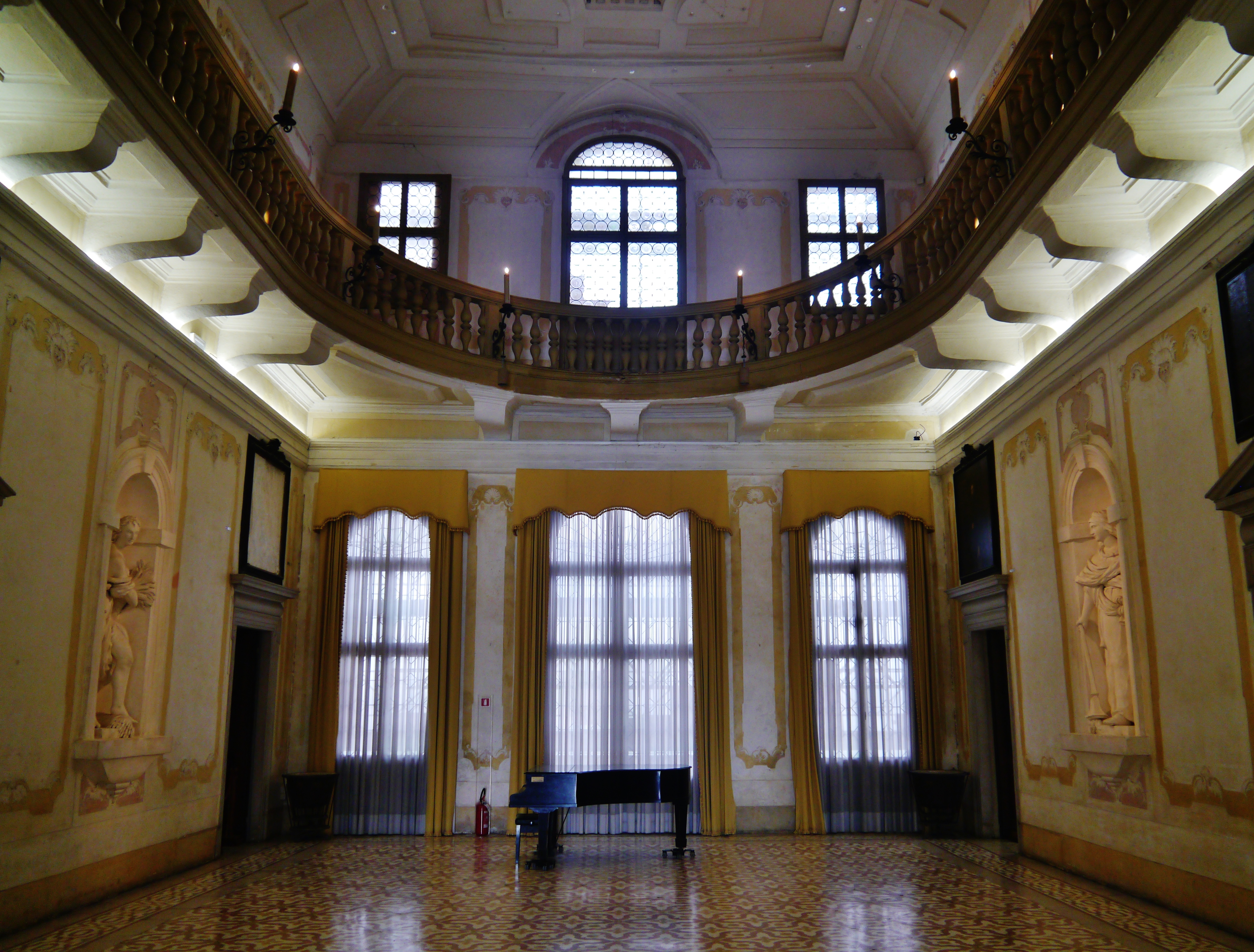
Аудиториум
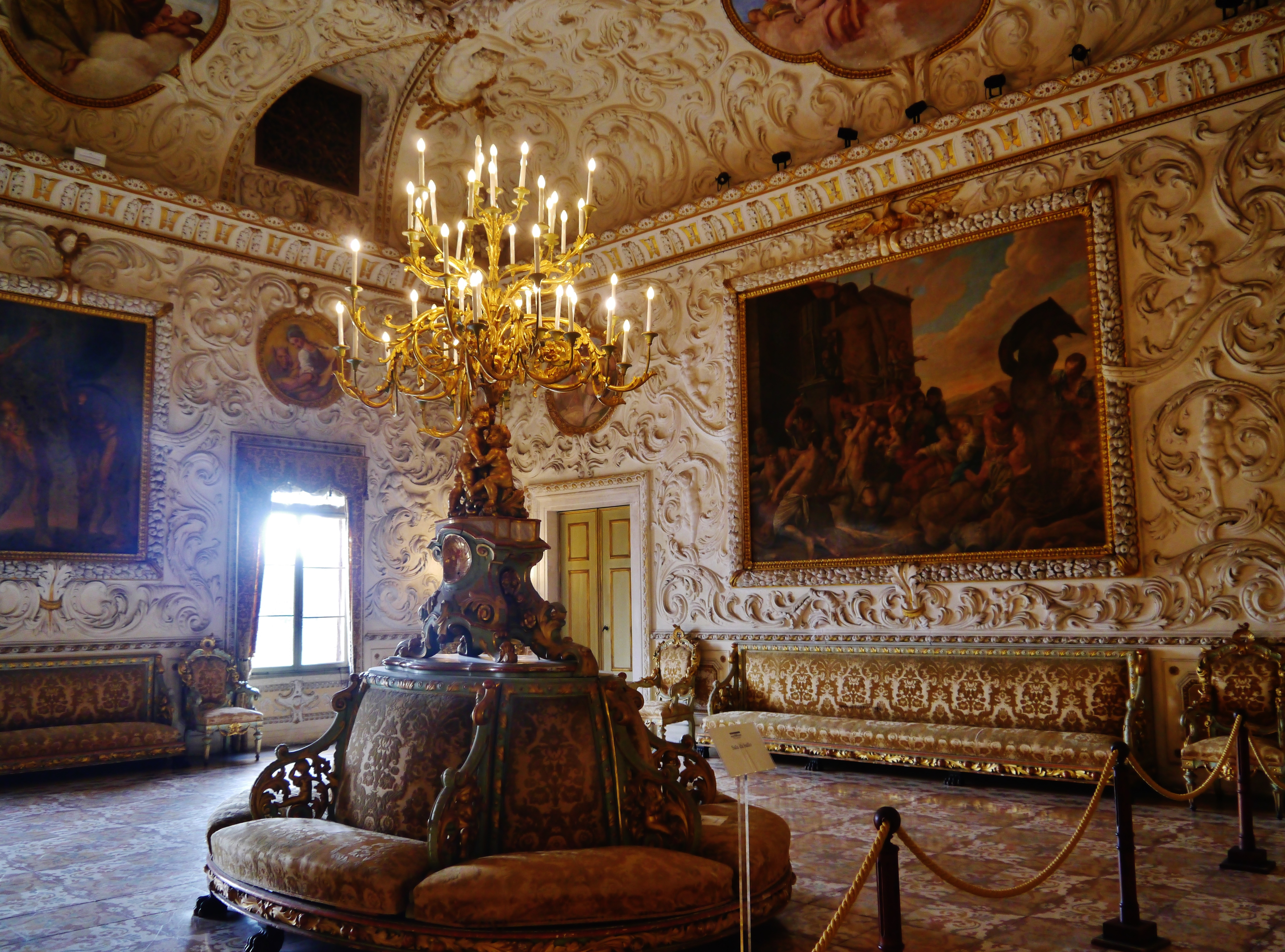
Бальный зал
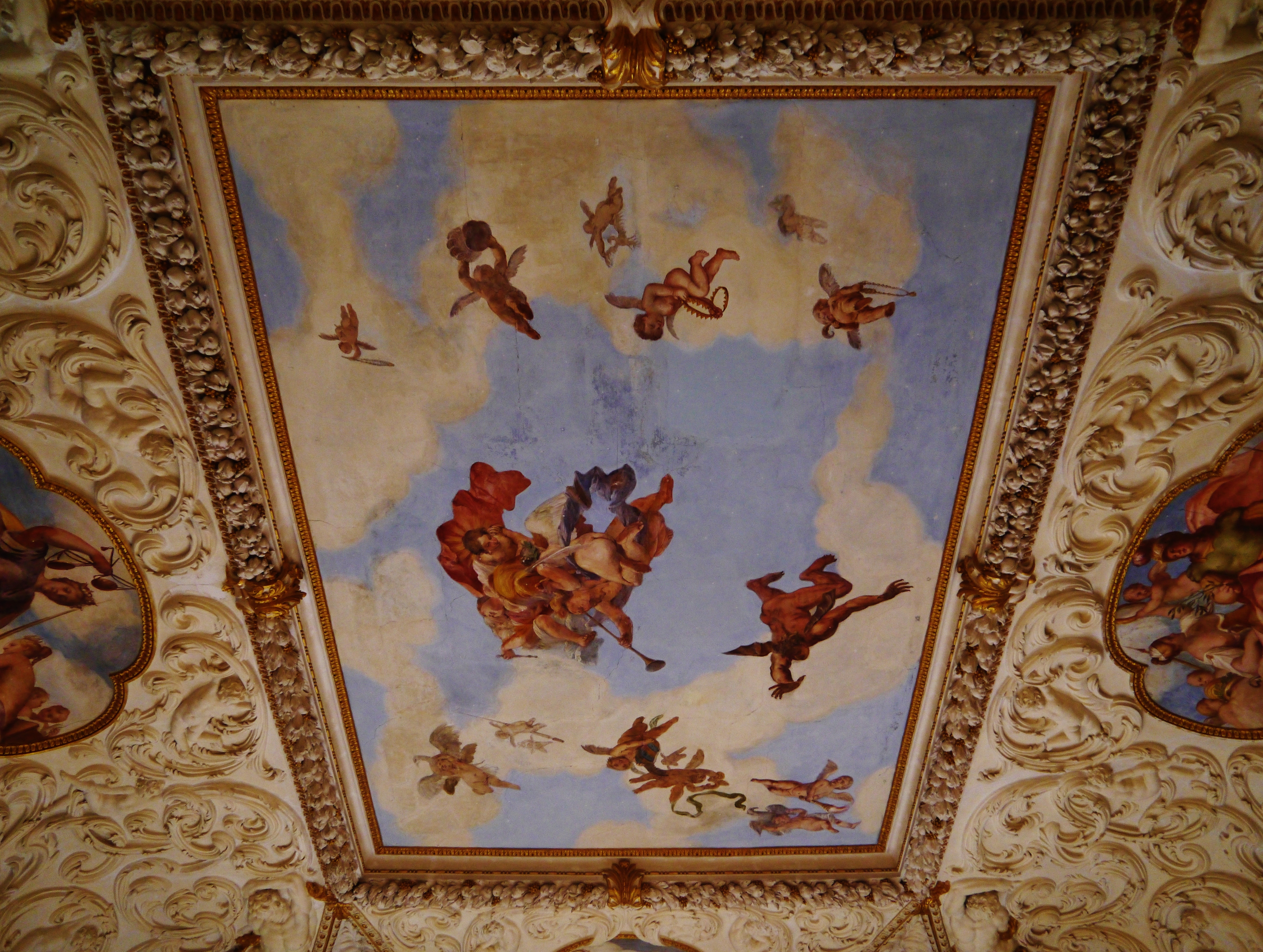
Плафон Бального зала
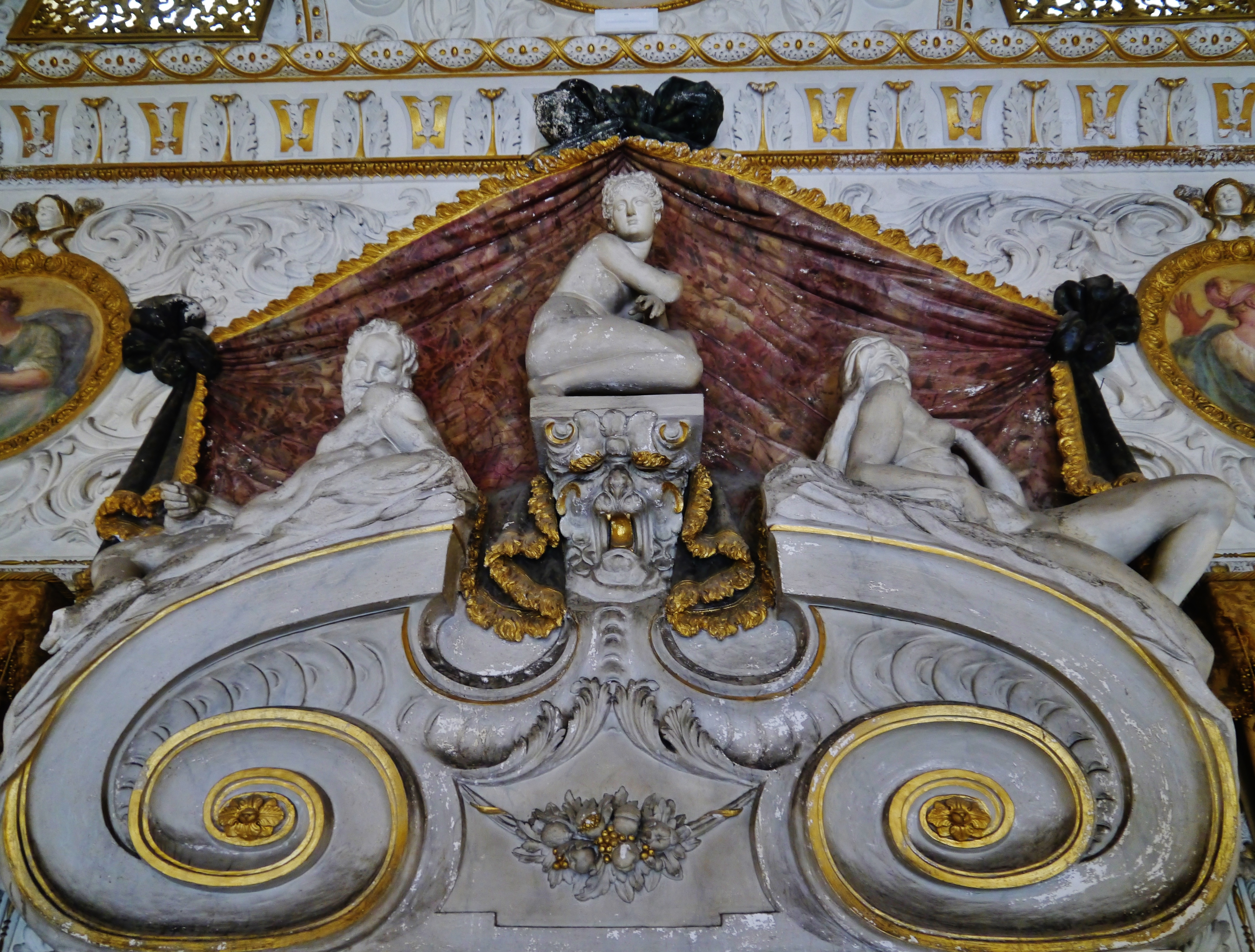
Декор Бального зала
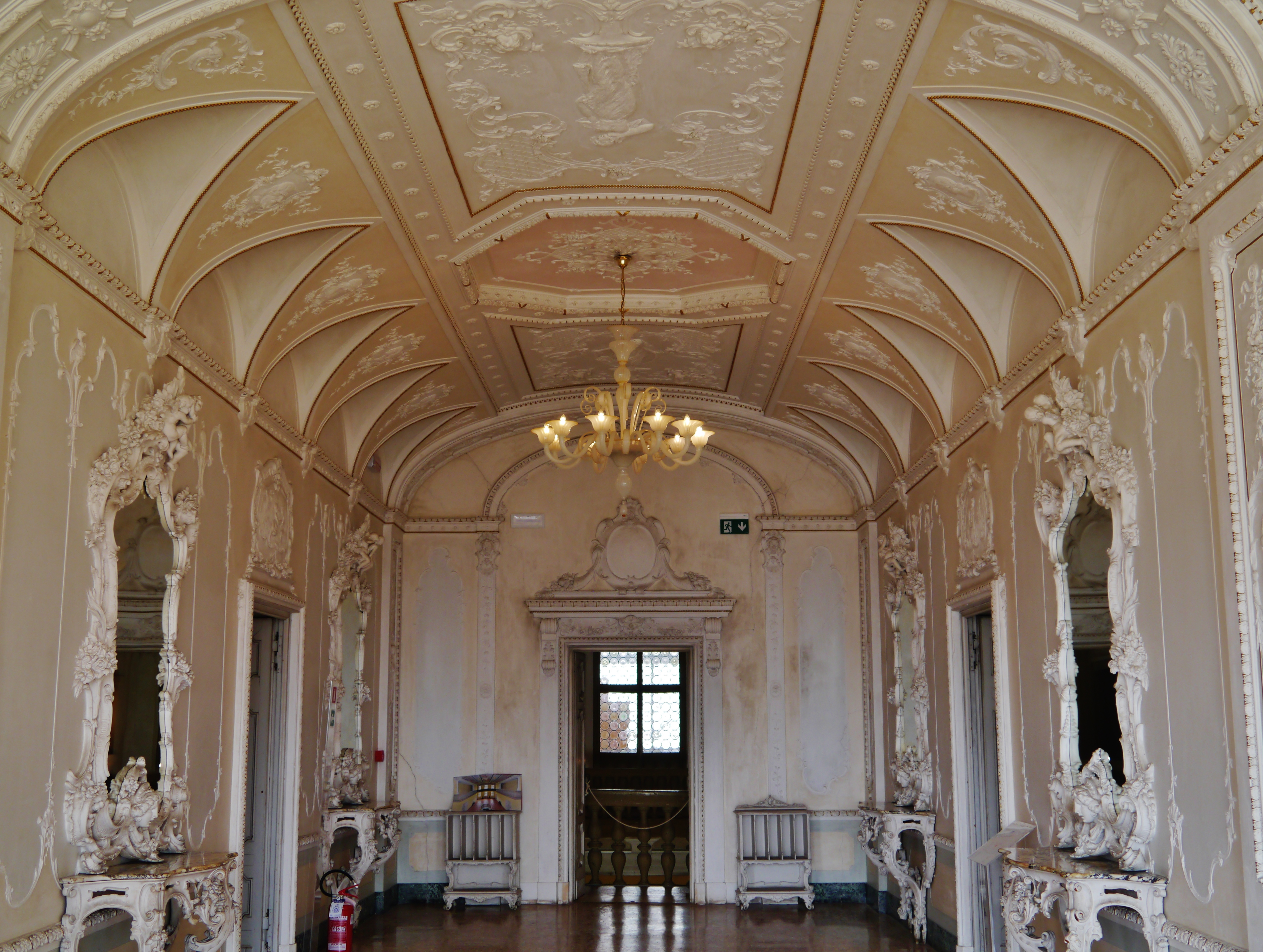
Зеркальный зал
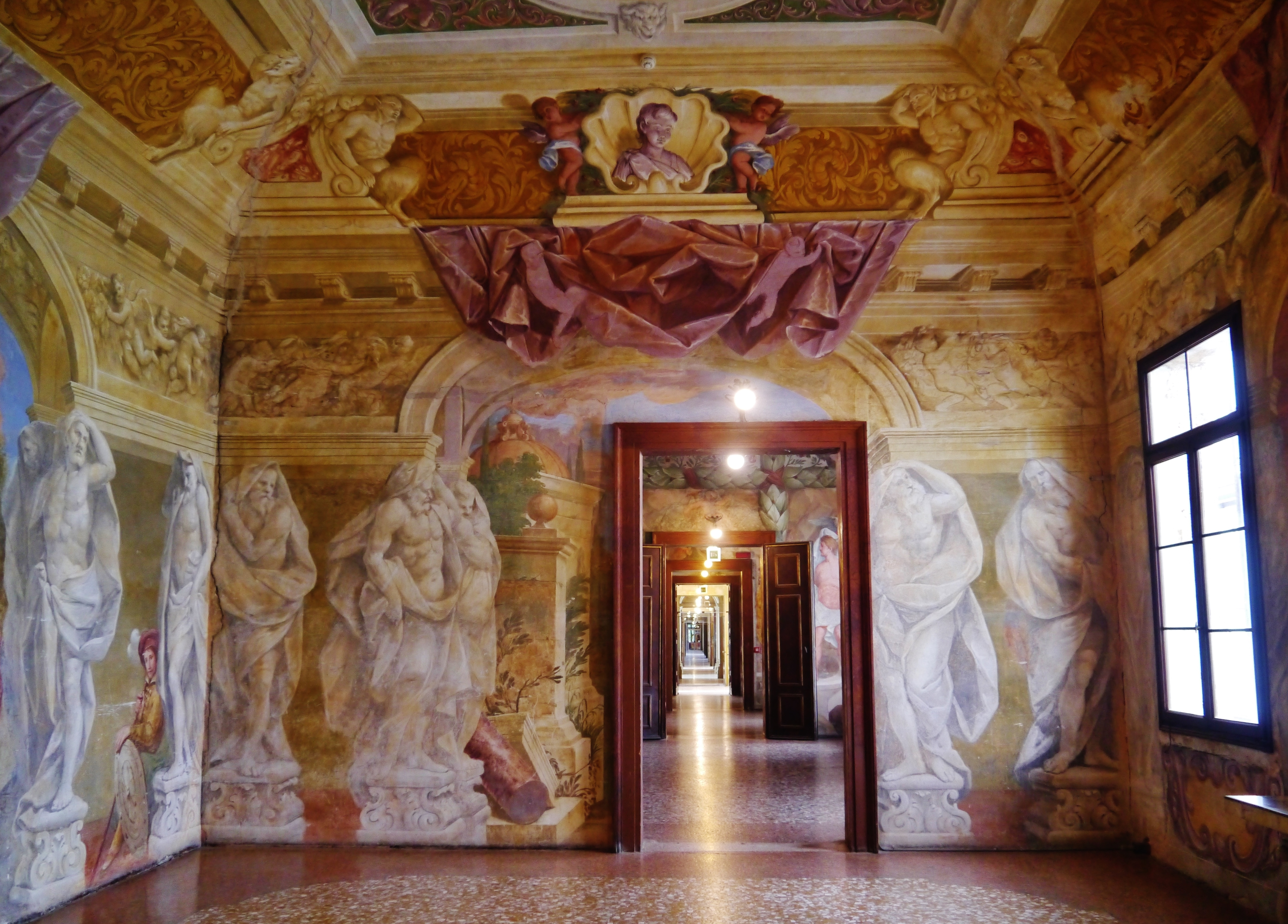
Зал кариатид
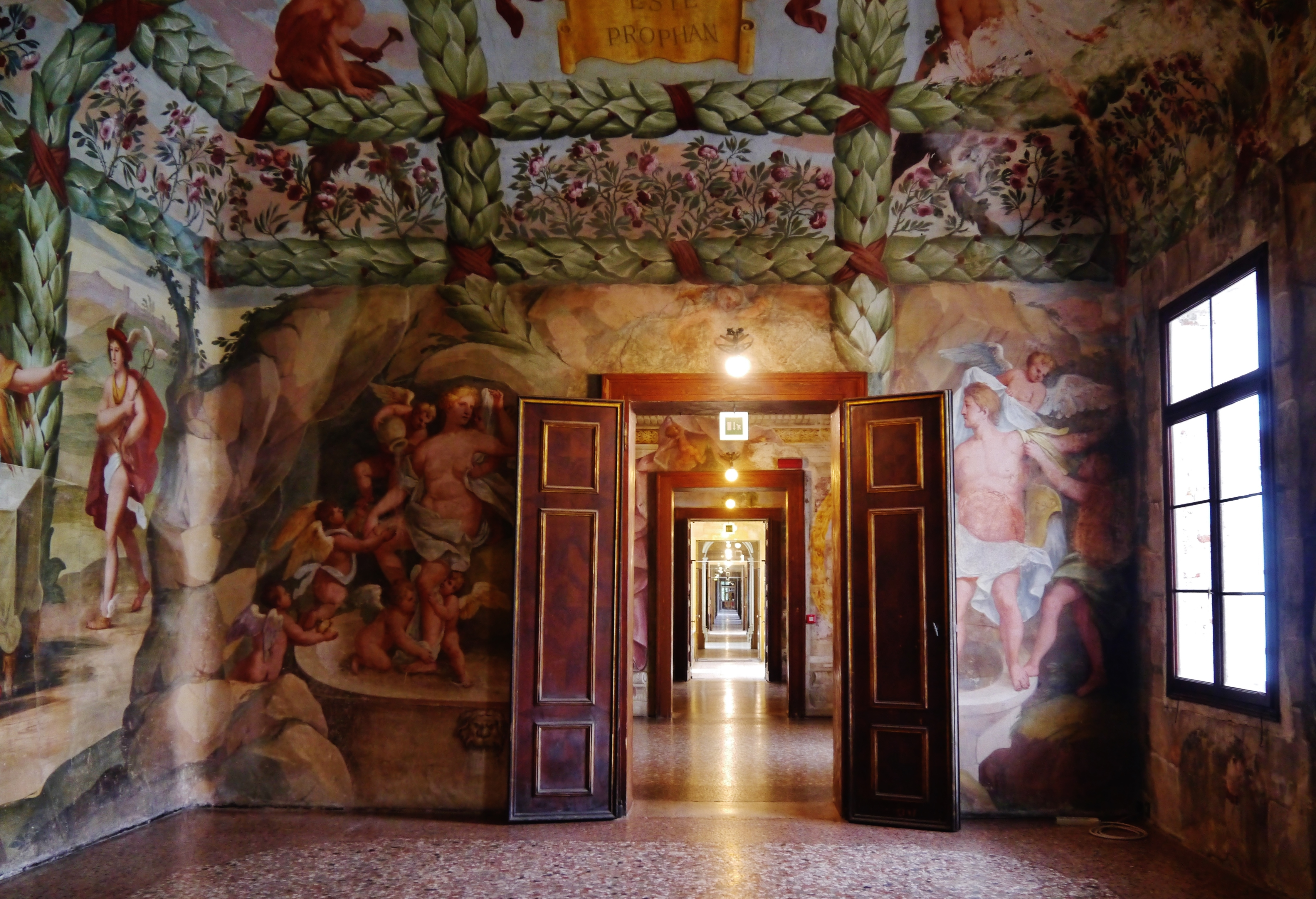
Зал вакханалии
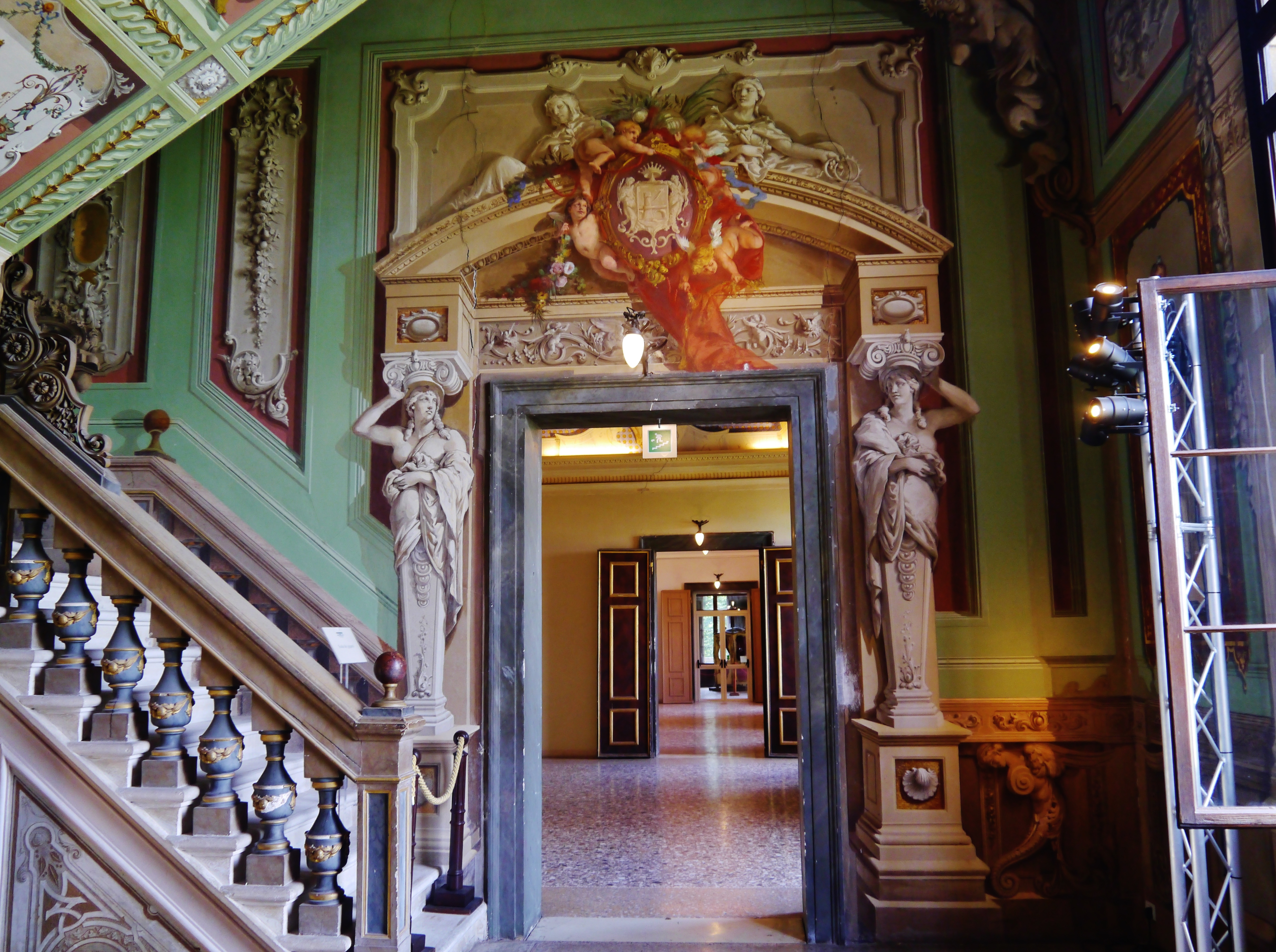
Лестница Зала гигантов
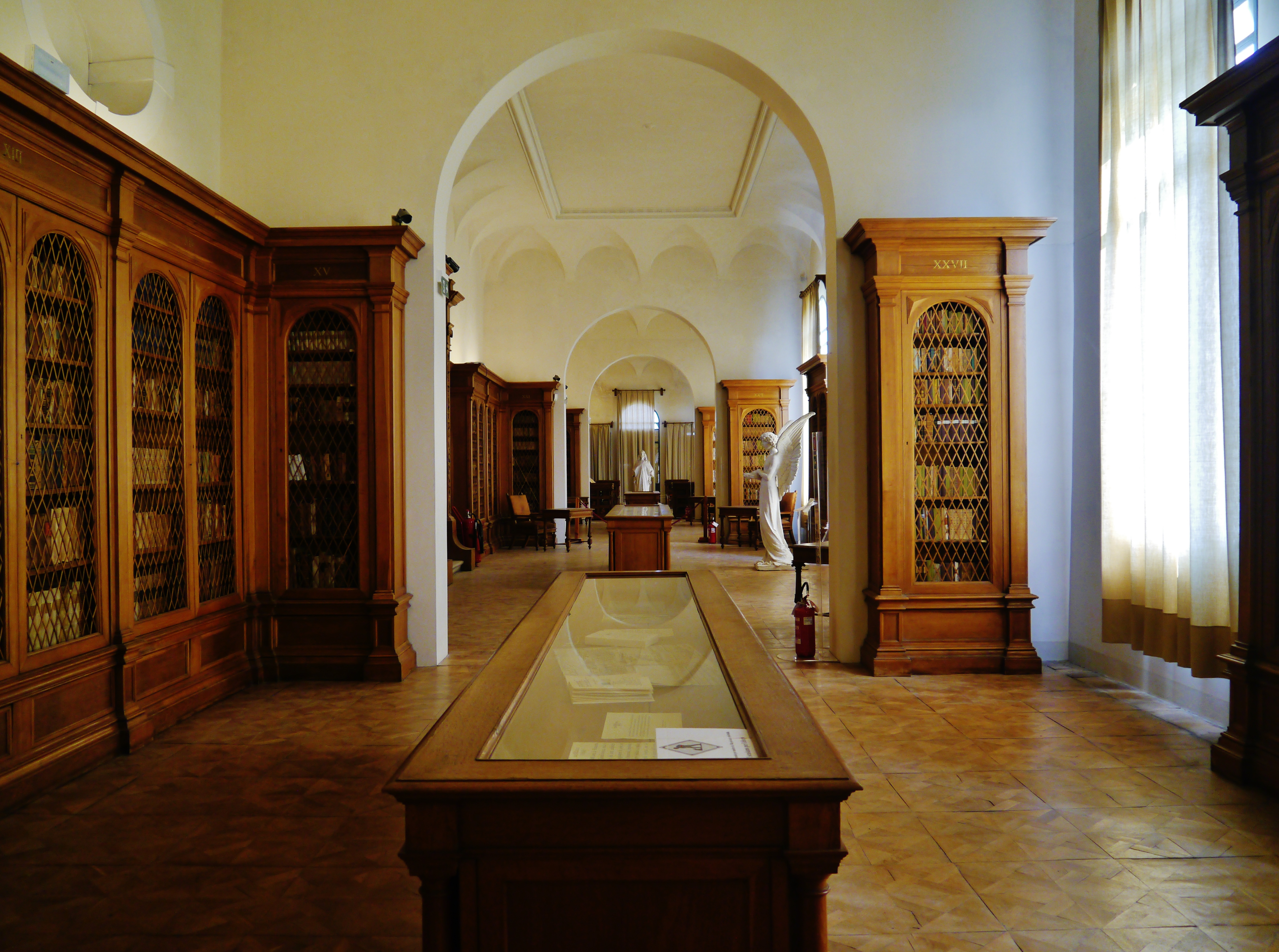
Библиотека